# 10 mai
ianuarie • februarie • martie  • aprilie  • mai  • iunie  • iulie  • august  • septembrie  • octombrie  • noiembrie  • decembrie
10 mai este a 130-a zi a calendarului gregorian și ziua a 131-a în anii bisecți. Mai sunt 235 de zile până la sfârșitul anului.

## Evenimente

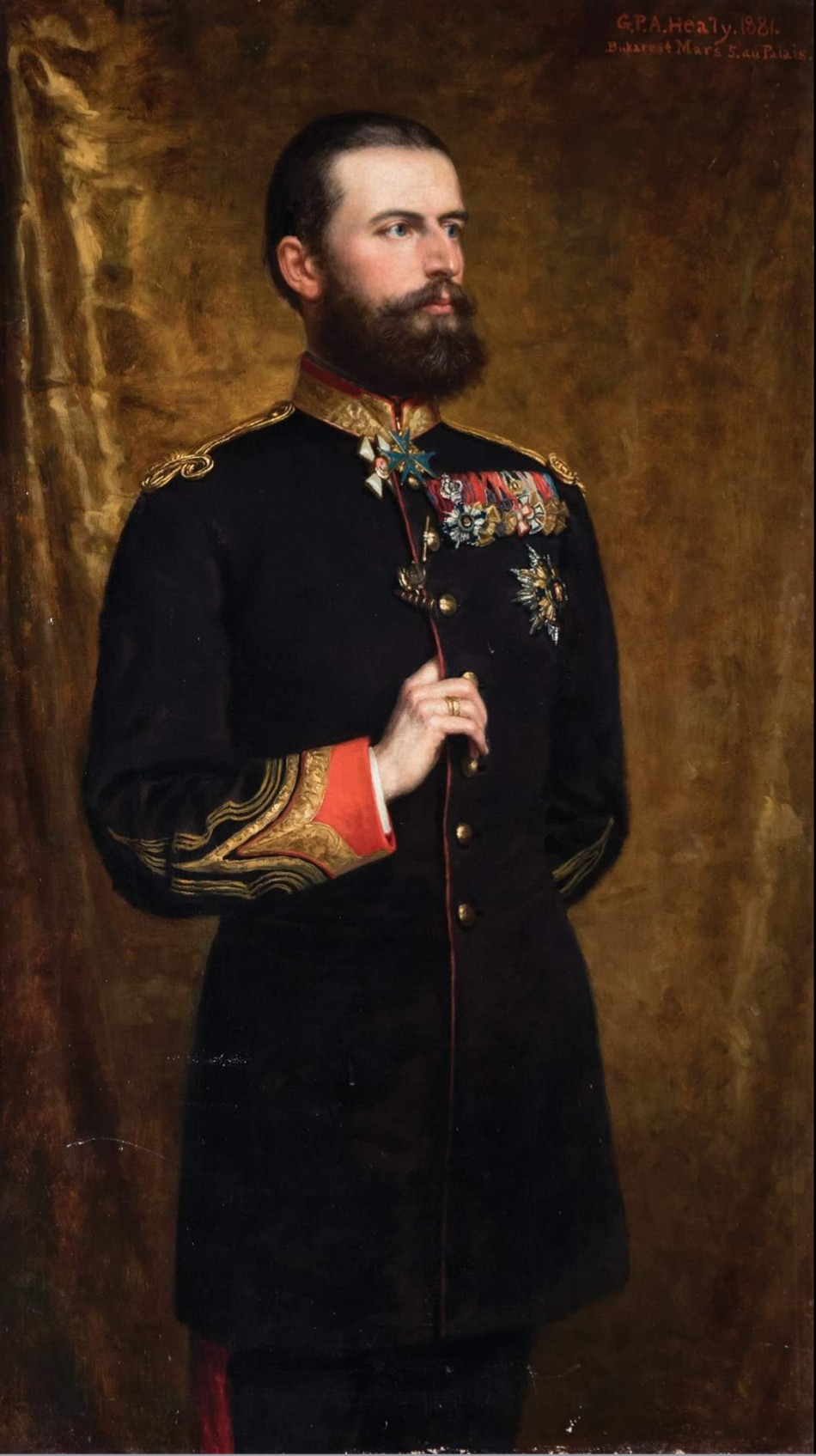
1881: România este proclamată Regat. Carol I de Hohenzollern-Sigmaringen este încoronat Rege al României (1881–1914), după ce anterior fusese Principe al României (1866-1881).

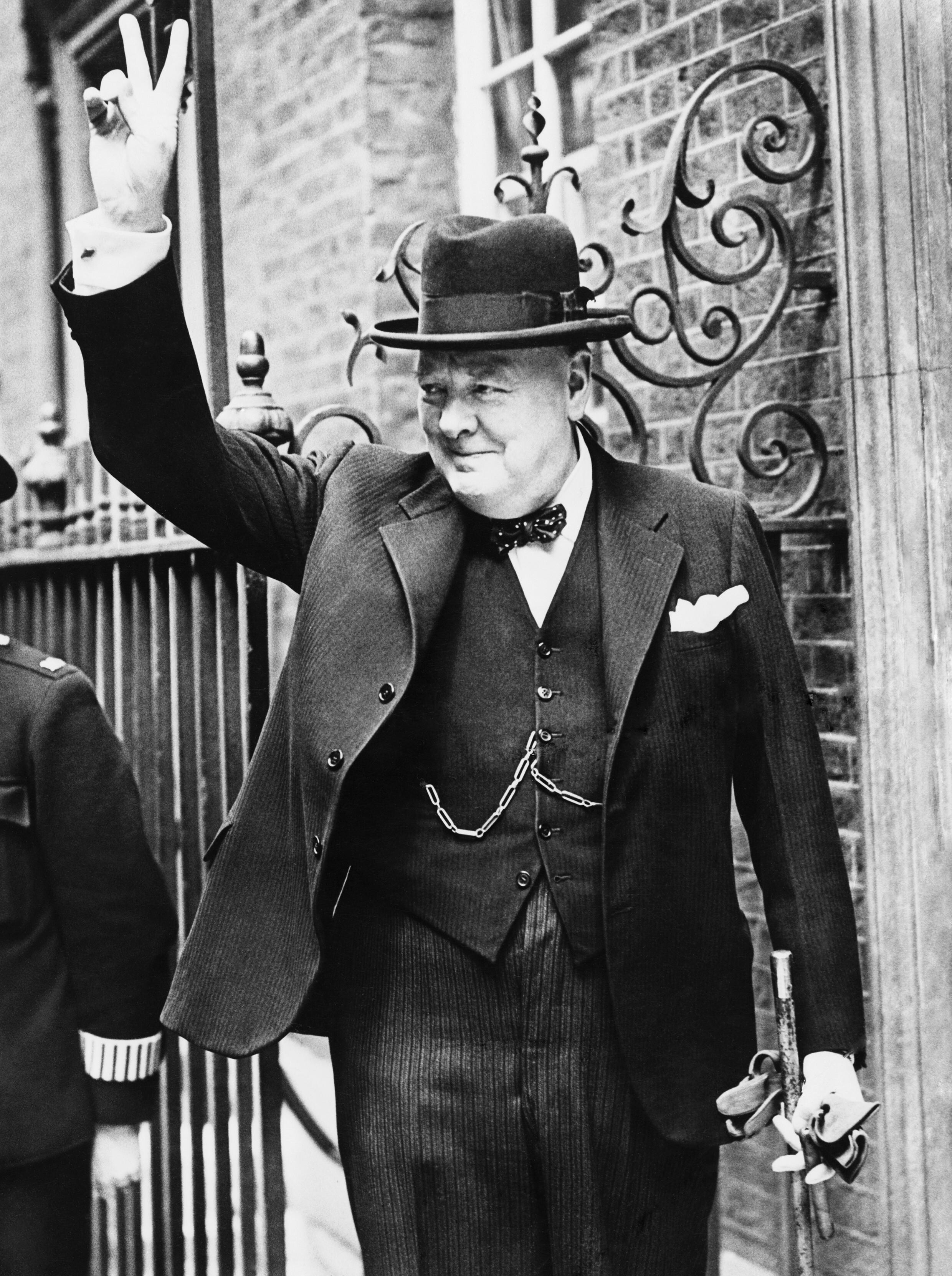
1940: Winston Churchill devine prim-ministru al Marii Britanii

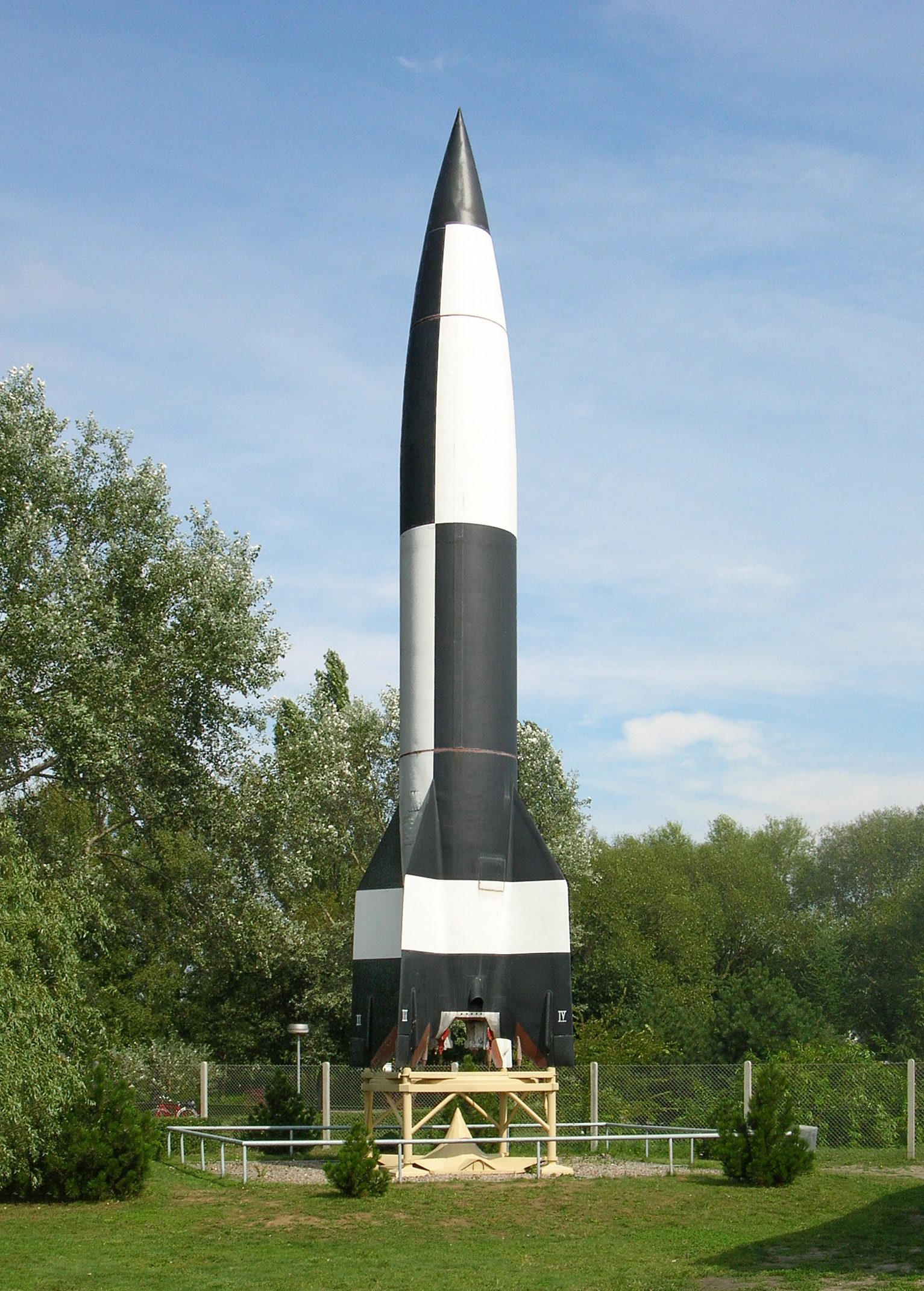
1946: Prima lansare cu succes a rachetei americane V-2 la White Sands Proving Ground, SUA. În imagine replica unei rachete V-2 aflată la Muzeul tehnic din Peenemünde

- 28 î.Hr.: O pată solară este observată de astronomii dinastiei Han în timpul domniei împăratului Cheng Han, una dintre cele mai vechi observații datate de pete solare din China.[1]
- 0535: Este ales Papa Agapet I.
- 0946: Papa Agapet al II-lea este încoronat papă ca succesor al papei Marin al II-lea.
- 1291: Nobilii scoțieni recunosc autoritatea regelui Eduard I al Angliei asupra țării lor.
- 1497: Amerigo Vespucci părăsește portul Cádiz pentru prima sa călătorie în Lumea Nouă.[2]
- 1499: Este publicată prima hartă geografică a lui Amerigo Vespucci.
- 1503: Cristofor Columb descoperă Insulele Cayman și le denumește Las Tortugas, datorită numeroaselor broaște țestoase care se găseau acolo.[3]
- 1655: Jamaica a intrat sub autoritate britanică, după stăpânirea spaniolă care a durat 161 de ani.
- 1717: Țarul Petru I al Rusiei, aflat într-o vizită la Versailles, îl ridică pe micul rege Ludovic al XV-lea în brațe, rostind cuvintele: "Țin în brațele mele toată Franța!".
- 1768: John Wilkes este întemnițat pentru articolul scris în North Briton, prin care îl critică necruțător pe regele George al III-lea. Întemnițarea nobilului a provocat revolte violente la Londra.[4]
- 1774: Ludovic al XVI-lea și Maria Antoaneta devin rege și regină ai Franței.[5]
- 1824: Inaugurarea muzeului National Gallery din Londra.[6]
- 1866: Carol I al României depune jurământul ca domnitor al României în Parlament.
- 1871: Înfrântă în războiul cu Prusia, Franța este nevoită să semneze Tratatul de la Frankfurt. Franța pierde Alsacia-Lorena de est și plătește 5 miliarde franci-aur ca despăgubire de război.
- 1872: Sufrageta Victoria Woodhull este nominalizată de Partidul Drepturilor Egale pentru prima femeie la funcția de președinte al Statelor Unite, deși femeile nu aveau drept de vot în SUA. Fiind arestată în ziua scrutinului, voturile favorabile nu au fost luate în considerare, iar numărul lor nu se cunoaște până astăzi.[7]
- 1877: Adunarea Deputaților adoptă în ședința de la orele 15 primul act al României independente, Legea privind instituirea decorației «Steaua României». Deoarece la data de 9 mai Camera deputaților și Senatul, în ședințe separate, au proclamat independența României, serbările aniversării zilei de 10 mai vor cunoaște un entuziasm popular nemaiîntâlnit până în 1906, când se împlineau 40 de ani de domnie.
- 1881: România este proclamată Regat. Carol I de Hohenzollern-Sigmaringen este încoronat Rege al României (1881–1914), după ce anterior fusese Principe al României (1866-1881).[8]
- 1906: A apărut, la București, revista „Neamul Românesc", sub conducerea lui Nicolae Iorga.
- 1924: J. Edgar Hoover este numit director al Biroului Federal de Investigații (FBI), o agenție federală din SUA de combatere a criminalității, și va rămâne în această funcție timp de 48 de ani, până la moartea sa în anul 1972.[9]
- 1933: Cenzură: În Germania, naziștii organizează arderi publice masive de cărți.[10]
- 1940: Winston Churchill devine prim-ministru al Marii Britanii în urma demisiei premierului Neville Chamberlain. În aceeași zi, Germania invadează Franța, Țările de Jos, Belgia și Marele Ducat de Luxemburg.[11] Între timp, Regatul Unit ocupă Islanda.[12]
- 1941: Al Doilea Război Mondial: Camera Comunelor din Regatul Unit este avariată de un raid aerian Luftwaffe.[13]
- 1941: Al Doilea Război Mondial: Rudolf Hess se parașutează în Scoția în încercarea de a negocia pacea între Anglia și Germania nazistă.[14]
- 1946: Prima lansare cu succes a rachetei americane V-2 la White Sands Proving Ground, SUA.[15]
- 1981: François Mitterrand câștigă al doilea tur de scrutin al alegerilor prezidențiale din Franța în fața conservatorului Valéry Giscard d'Estaing și devine primul președinte socialist al Republicii A Cincea.
- 1993: Banca Națională a Republicii Kârgâzstan produce primele bancnote ale monedei naționale. Kârgâzstan este primul stat din Asia Centrală, care părăsește zona rublei.
- 1994: Nelson Mandela depune jurământul, devenind primul președinte de culoare al Africii de Sud.[16]
- 1996: Un viscol puternic lovește Muntele Everest, ucigând opt alpiniști până a doua zi.[17]
- 2002: Agentul FBI Robert Hanssen este condamnat la închisoare pe viață, fără posibilitatea de eliberare condiționată, pentru faptul de a fi vândut secrete americane Moscovei în schimbul unei sume de 1,4 milioane de dolari în numerar și diamante.[18]
- 2005: O grenadă de mână este aruncată de către Vladimir Arutinian la aproximativ 20 de metri de președintele SUA, George W. Bush, în timp ce el ținea un discurs unei mulțimi la Tbilisi, Georgia, însă are o defecțiune și nu detonează.[19]
- 2012: Un grav accident are loc în Pasajul Lujerului, când un tramvai pe linia 41 lovește altul, oprit în spatele unui alt tramvai, defect. Bilanțul accidentului se ridică la 92 de răniți, 23 fiind răniți grav.

## Nașteri
- 0213: Claudius Gothicus, împărat roman (d. 270)
- 1711: Frederic, Margraf de Brandenburg-Bayreuth (d. 1763)
- 1752: Amalie of Zweibrücken-Birkenfeld, regină consort a Saxoniei (d. 1828)
- 1755: Robert Gray, navigator și explorator american (d. 1806)
- 1760: Rouget de Lisle, ofițer genist francez, poet și dramaturg, autorul imnului național al Franței, La Marseillaise (d. 1836)
- 1775: Antoine Charles Louis Lasalle, general francez (d. 1809)
- 1788: Jean Augustin Fresnel, fizician francez (d. 1827)
- 1788: Marea Ducesă Ecaterina Pavlovna a Rusiei (d. 1819)
- 1830: François-Marie Raoult, chimist francez (d. 1901)

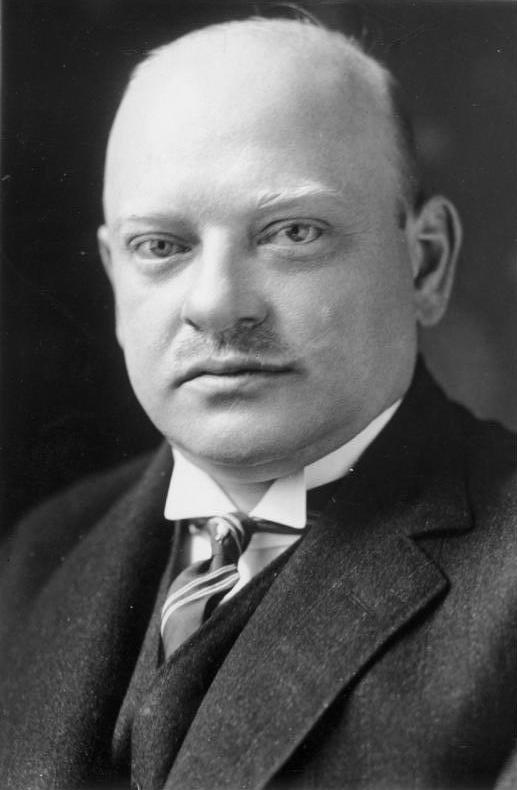
Gustav Stresemann, cancelar al Germaniei, laureat Nobel
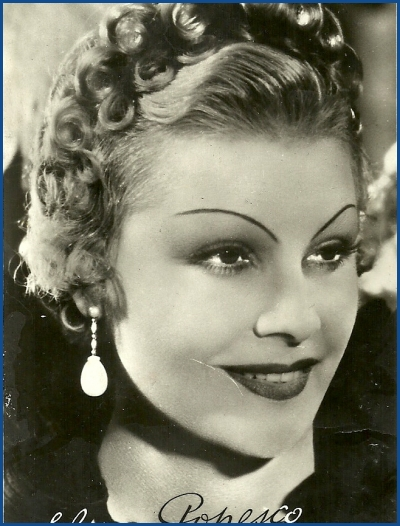
Elvira Popescu, actriță franceză de origine română
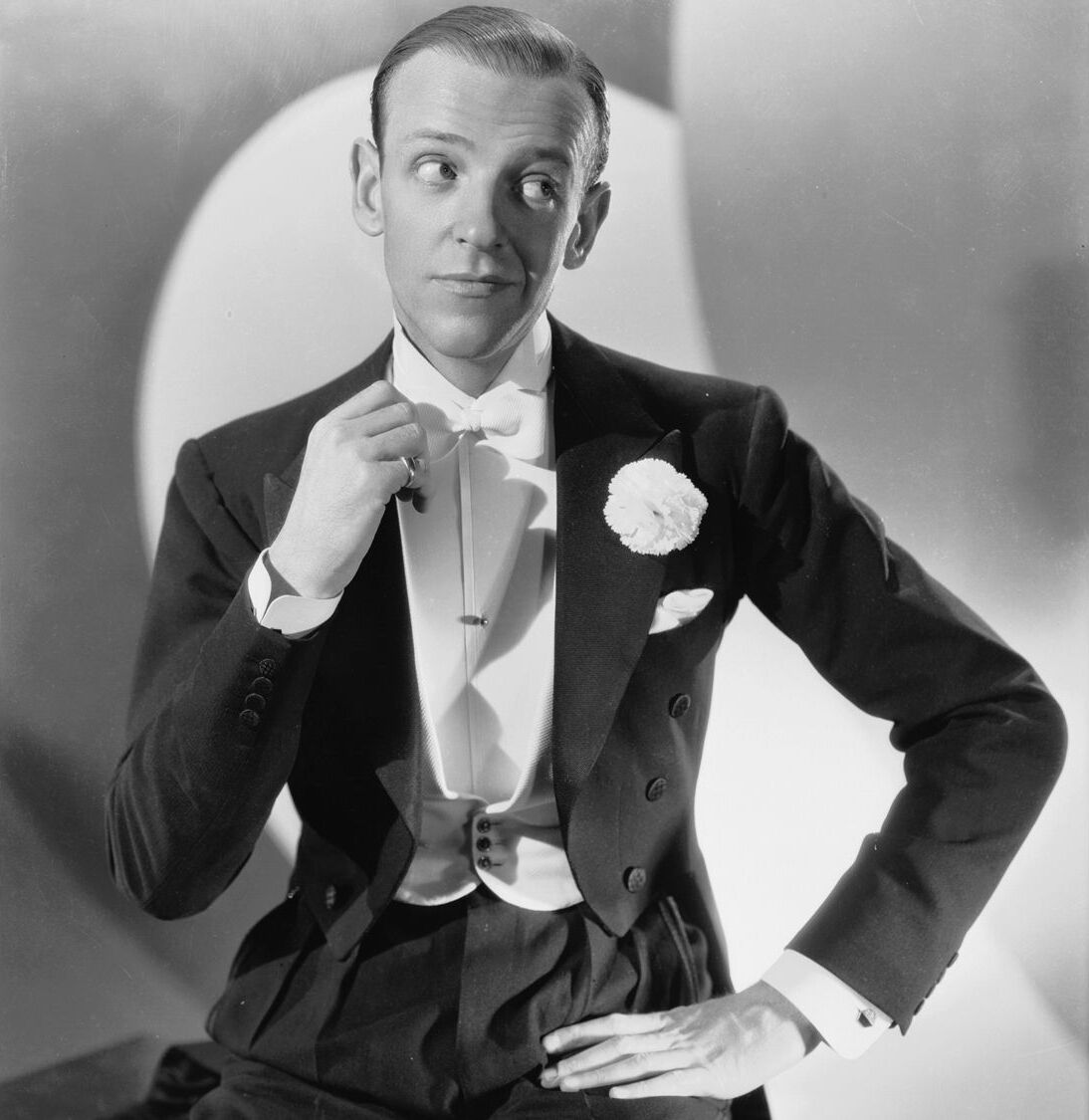
Fred Astaire, dansator, coregraf, actor și cântăreț american

- 1878: Gustav Stresemann, politician german, cancelar al Germaniei, laureat Nobel (d. 1929)
- 1890: Alfred Jodl, general german (d. 1946)
- 1894: Elvira Popescu, actriță franceză de origine română (d. 1993)
- 1899: Fred Astaire, dansator, coregraf, actor și cântăreț american (d. 1987)
- 1902: David O. Selznick, producător american de film (d. 1965)
- 1925: Ilie Verdeț, politician român (d. 2001)
- 1926: Alfreda Markowska, salvatoare de vieți omenești în timpul celui de-al doilea război mondial (d. 2021)
- 1929: Antonine Maillet, scriitoare franco-canadiană (d. 2025)
- 1931: Ettore Scola, regizor, scenarist italian (d. 2016)
- 1937: Constantin Diplan, actor român
- 1938: Marina Vlady, actriță franceză
- 1940: Wayne Dyer, psiholog și scriitor american (d. 2015)
- 1942: Pascal Lainé, scriitor francez (d. 2024)
- 1946: Rică Răducanu, fotbalist român

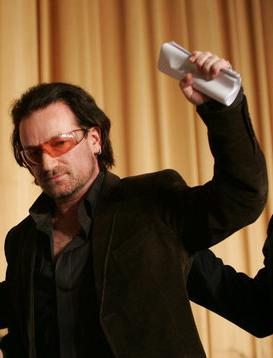
Bono, solistul trupei irlandeze U2
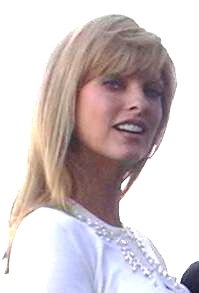
Linda Evangelista, model canadian
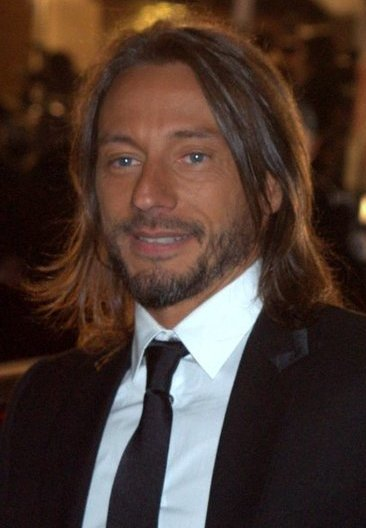
Bob Sinclar,  producător muzical, DJ francez

- 1946: Donovan, muzician britanic
- 1948: Meg Foster, actriță americană
- 1953: Mircea Mihail Ghiorghiu, pictor român (d. 2003)
- 1954: Amos Guttman, regizor româno-israelian (d. 1993)
- 1957: Sid Vicious, cântăreț și muzician englez (Sex Pistols) (d. 1979)
- 1960: Bono, solistul trupei irlandeze U2
- 1963: Cecilia Bârbora, actriță română
- 1965: Linda Evangelista, model canadian
- 1969: Bob Sinclar,  producător muzical, DJ francez
- 1981: Ersin Mehmedovic, fotbalist sârb
- 1984: Andrei Cristea, fotbalist român
- 1991: Tim Wellens, ciclist belgian
- 1995: Loredana Toma, halterofilă română
- 1996: Kateřina Siniaková, jucătoare de tenis cehă

## Decese
- 1521: Sebastian Brant, scriitor alsacian (n. 1457)
- 1569: Ioan de Ávila, mistic spaniol (n. 1500)
- 1696: Jean de La Bruyère, scriitor francez (n. 1645)
- 1737: Împăratul Nakamikado al Japoniei (n. 1702)
- 1774: Ludovic al XV-lea, rege al Franței (n. 1710)
- 1775: Caroline Matilda de Wales, regină a Danemarcei și Norvegiei (n. 1751)
- 1794: Élisabeth Philippine Marie Hélène a Franței, sora mai mică a regelui Ludovic al XVI-lea (n. 1764)

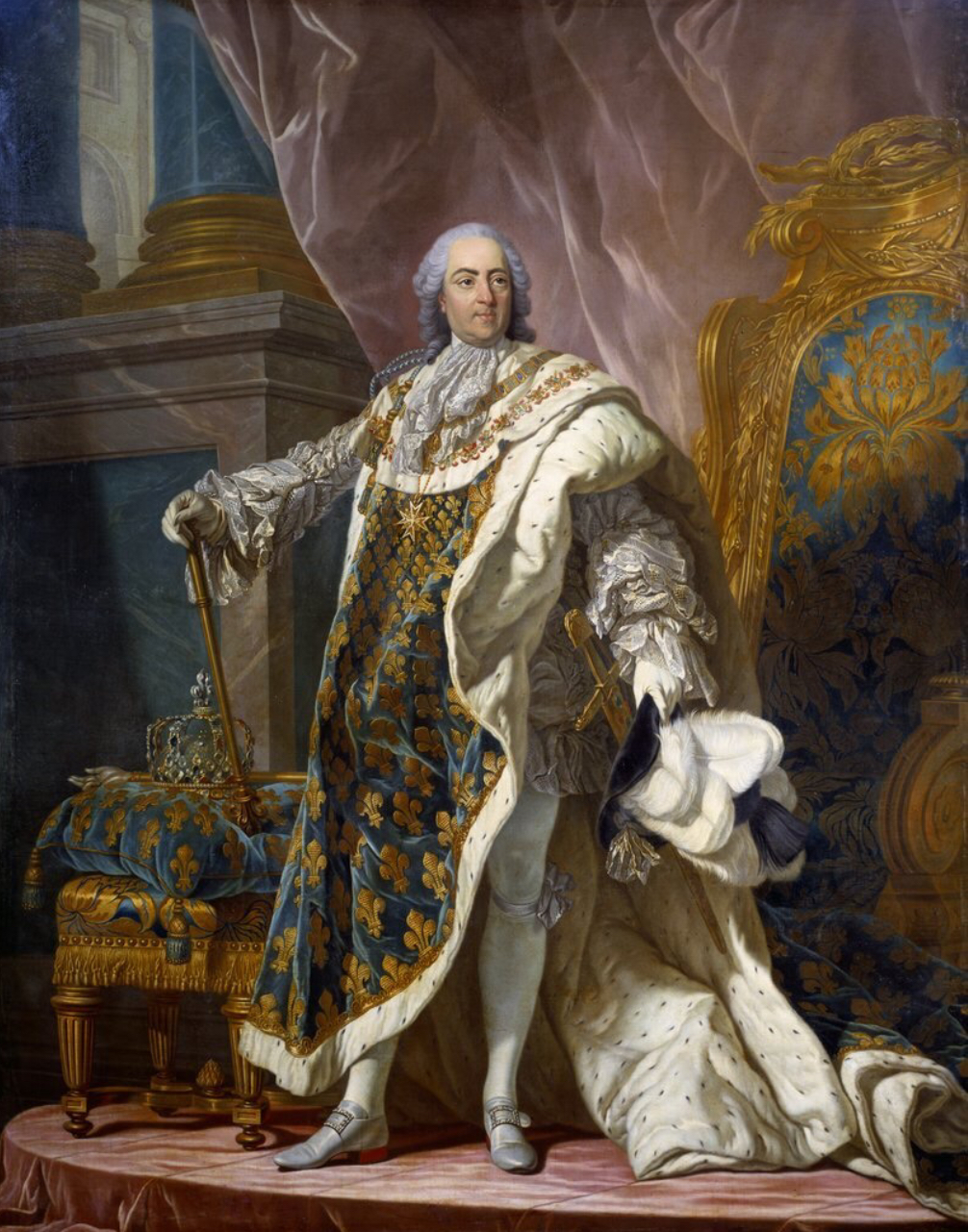
Regele Ludovic al XV-lea al Franței
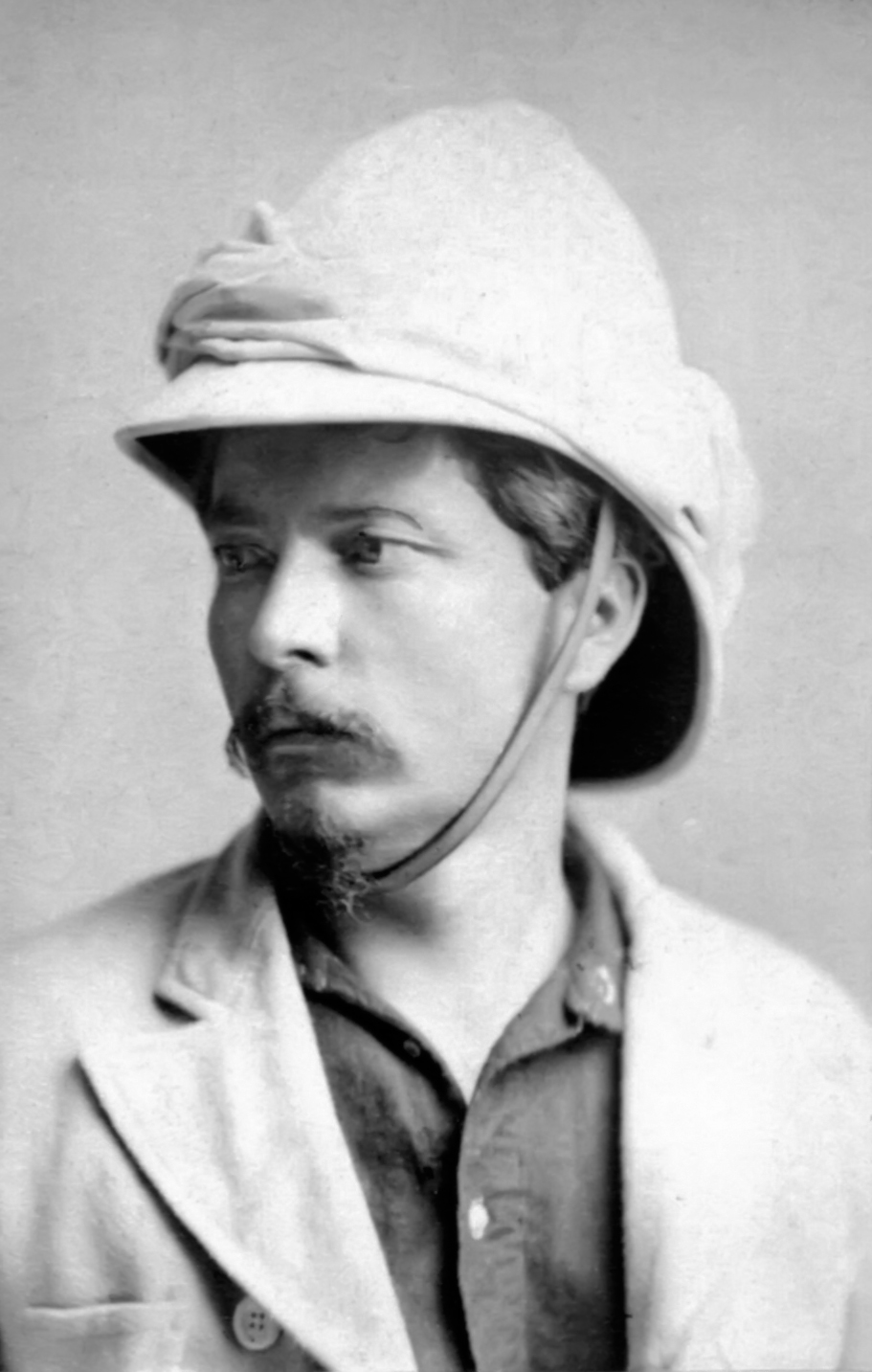
Henry Morton Stanley, explorator britanic
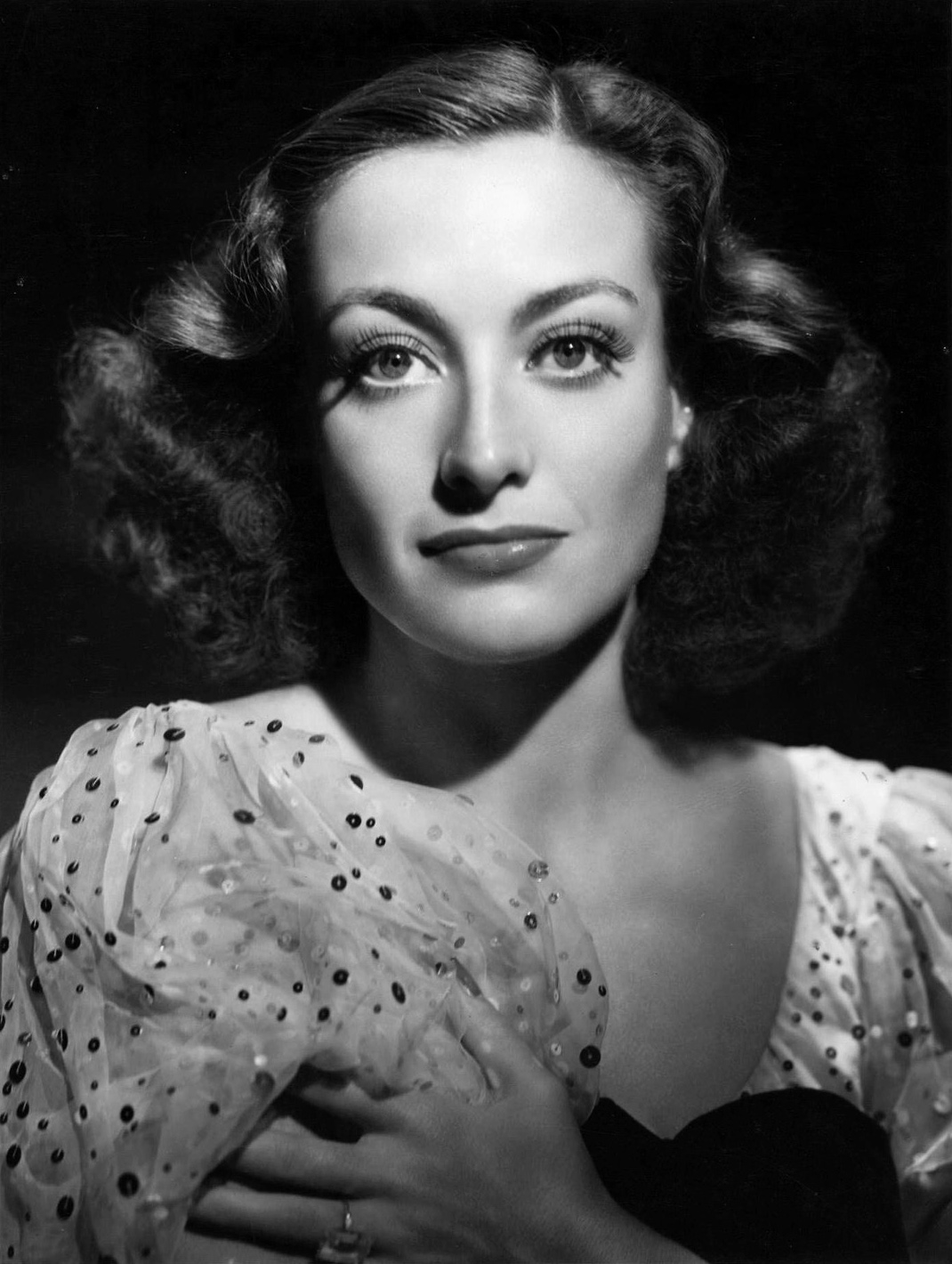
Joan Crawford, actriță americană

- 1798: George Vancouver, ofițer de marină și explorator englez (n. 1757)
- 1819: Mariano Salvador Maella, pictor spaniol (n. 1739)
- 1829: Thomas Young, om de știință englez (n. 1773)
- 1838: José Aparicio, pictor spaniol (n. 1773)
- 1892: Fanny Churberg, pictoriță finlandeză (n. 1845)
- 1904: Henry Morton Stanley, ziarist și explorator britanic (n. 1841)
- 1909: Félix-Henri Giacomotti, pictor francez (n. 1828)
- 1925: Alexandru Marghiloman, om politic român (n. 1854)
- 1950: Vasile Aftenie, episcop greco-catolic (n. 1899)
- 1971: Mihail Jora, pedagog, pianist, compozitor și dirijor român (n. 1891)
- 1977: Joan Crawford, actriță americană (n. 1905)
- 1981: Octav Doicescu, arhitect, profesor universitar român, membru al Academiei Române (n. 1902)
- 2006: Val Guest, regizor și scenarist englez de film (d. 1911)
- 2012: Carroll Shelby, pilot american și constructor de automobile de curse (n. 1923)
- 2019: Alfredo Pérez Rubalcaba, om politic spaniol (n. 1951)
- 2020: Ion Ceaușescu, inginer agronom, fratele mai mic al lui Nicolae Ceaușescu (n. 1932)
- 2022: Leonid Kravciuk, politician ucrainean (n. 1934)

## Sărbători
- Ziua Independenței Naționale a României[20]
- Ziua națională a României între 1866-1948. Alte denumiri: Ziua Regelui sau Ziua Regalității.[21]
- Ziua Tatălui în România (anul 2015; 2020)
- Ziua Mamei: El Salvador, Guatemala, Mexic
- Ziua Păsărilor și a Arborilor în România